# Umljanović
Umljanović – wieś w Chorwacji, w żupanii szybenicko-knińskiej, w gminie Ružić. W 2011 roku liczyła 148 mieszkańców.